# Magdalis nitidipennis
Magdalis nitidipennis – gatunek chrząszcza z rodziny ryjkowcowatych. Zamieszkuje Europę i zachodnią część Azji.

## Taksonomia
Gatunek ten opisany został po raz pierwszy w 1843 roku przez Carla Henrika Bohemana pod nazwą Magdalinus nitidipennis.

## Morfologia
Chrząszcz o ciele długości od 2,5 do 4 mm, ubarwionym czarno z ciemnoniebieskimi pokrywami, z wierzchu delikatnie i ciemno owłosionym. Szeroka głowa ma dość silnie wypukłe oczy. Ryjek jest tak długi jak głowa, w widoku bocznym prosty, u samca nieco krótszy i grubszy niż u samicy. Czułki wyrastają blisko podstawy ryjka. Przedplecze jest szersze niż dłuższe, w obrysie prawie prostokątne, ku przodowi słabo zwężone, po bokach bez guzków. Powierzchnię przedplecza bardzo gęsto pokrywają drobne punkty o błyszczącym dnie. Tarczka jest dość duża. Pokrywy są niewiele szersze od przedplecza, mają silnie wgłębione i punktowane rzędy oraz wypukłe i pokryte bardzo drobną, łuskowatą rzeźbą międzyrzędy. Odnóża mają pozbawione ząbków uda i pazurki.

## Ekologia i występowanie
Samice składają jaja wiosną pod korę roślin żywicielskich. Larwy są saproksylofagami topoli białej i topoli czarnej, rozwijającymi się w obumarłych gałęziach. 
Gatunek palearktyczny, znany z Wielkiej Brytanii, Francji, Belgii, Holandii, Niemiec, Austrii, Włoch, Litwy, Polski, Czech, Słowacji, Węgier, Ukrainy, Mołdawii, Bułgarii oraz europejskiej części Rosji, europejskiej i azjatyckiej części Turcji oraz Bliskiego Wschodu. W Polsce jest owadem rzadko spotykanym, odnotowanym na nielicznych stanowiskach. Na „Czerwonej liście chrząszczy województwa śląskiego” umieszczony jest jako gatunek zagrożony najmniejszej troski (LC).